# Nachal Mašlim
Nachal Mašlim (hebrejsky נחל משלים) je vádí v severní části Negevské pouště, respektive v pobřežní nížině, v jižním Izraeli, poblíž pásma Gazy.
Začíná v nadmořské výšce necelých 150 metrů poblíž vesnice Nir Moše. Směřuje pak k severu mírně zvlněnou krajinou, která je zemědělsky využívána. Jižně od obce Dorot ústí zleva do toku Nachal Hoga.